# Забиль (стадион)
«Заби́ль» (араб. استاد زعبيل‎) — футбольный стадион в городе Дубай, ОАЭ. Вмещает 18 000 зрителей, является домашним стадионом футбольного клуба «Аль-Васл». Открыт в 1974 году.